# Vista Hermosa, Hueytamalco
Vista Hermosa är en ort i Mexiko.   Den ligger i kommunen Hueytamalco och delstaten Puebla, i den sydöstra delen av landet, 200 km öster om huvudstaden Mexico City. Vista Hermosa ligger 450 meter över havet och antalet invånare är 191.
Terrängen runt Vista Hermosa är kuperad västerut, men österut är den platt. Terrängen runt Vista Hermosa sluttar norrut. Runt Vista Hermosa är det ganska tätbefolkat, med 248 invånare per kvadratkilometer. Närmaste större samhälle är Tlapacoyan, 15,5 km sydost om Vista Hermosa. I omgivningarna runt Vista Hermosa växer huvudsakligen savannskog.